# Thinophilus hilaris
Thinophilus hilaris är en tvåvingeart som beskrevs av Octave Parent 1941. Thinophilus hilaris ingår i släktet Thinophilus och familjen styltflugor. Inga underarter finns listade i Catalogue of Life.